# Val-d'Aigoual
Val-d'Aigoual es una comuna nueva francesa situada en el departamento de Gard, de la región de Occitania.

## Historia
Fue creada el 1 de enero de 2019, en aplicación de una resolución del prefecto de Gard de 26 de septiembre de 2018 con la unión de las comunas de Notre-Dame-de-la-Rouvière y Valleraugue, pasando a estar el ayuntamiento en la antigua comuna de Valleraugue.

## Demografía
Según los datos aportados en la resolución del prefecto de Gard, la comuna se crea con 1490 habitantes.

## Composición
| Comuna fusionada          | Código INSEE | Población (2016) | Superficie (km²) | Densidad (hab./km²) |
| ------------------------- | ------------ | ---------------- | ---------------- | ------------------- |
| Notre-Dame-de-la-Rouvière | 30190        | 408              | 16.49            | 25                  |
| Valleraugue               | 30339        | 1061             | 78.35            | 14                  |